# NGC 3822
NGC 3822 (również NGC 3848, PGC 36319, UGC 6661 lub HCG 58B) – galaktyka spiralna znajdująca się w gwiazdozbiorze Panny. Należy do zwartej grupy galaktyk Hickson 58 (HCG 58). Jest to galaktyka Seyferta.
Odkrył ją William Herschel prawdopodobnie 15 marca 1784 roku, lecz jej pozycję obliczył wówczas niedokładnie. Na pewno obserwował ją 15 kwietnia tego samego roku i skatalogował ponownie jako nowo odkryty obiekt. John Dreyer skatalogował obie obserwacje Herschela jako, odpowiednio, NGC 3848 i NGC 3822.